# Franz Halder
Franz Ritter Halder, né le 30 juin 1884 et mort le 2 avril 1972, est un général allemand, chef d'état-major adjoint de l'Armée de terre allemande (la Heer) de 1938 à septembre 1942, date à laquelle il est destitué à la suite de fréquents désaccords avec Adolf Hitler.

## Jeunesse
Halder naît à Wurtzbourg en 1884, dans une famille au service du roi de Bavière -son père Maximilian Halder (de) était général- . Il accumule les bonnes notes depuis le lycée jusqu'à l'école de guerre de Munich, En 1902, il rejoint le 3e régiment d'artillerie de campagne royal bavarois (de) de Munich. En 1904, il obtient la bande rouge à son pantalon, signe distinctif des officiers brevetés pour l'état-major général.
Il est promu au grade de lieutenant. Il fréquente ensuite l'école d'artillerie (de) (1906-1907) et l'académie bavaroise de guerre (de) (1911-1914), situées toutes deux à Munich.

## Première Guerre mondiale
En 1914, Halder devient officier d'artillerie pour le quartier général du 3e corps d'armée royal bavarois (de). En août 1915, il est promu Hauptmann (capitaine) de l'état-major de la 6e division d'infanterie bavaroise du prince héritier.  En 1917, il est officier d'état-major au quartier général de la 2e armée avant d'être transféré à la 4e armée.

## Services militaires avant la Seconde Guerre mondiale
Entre 1919 et 1920, Halder travaille au ministère de la Guerre, s'occupant de la formation pour la Reichswehr. Entre 1921 et 1923, il est instructeur en tactique pour la Wehrkreis VII à Munich.
En mars 1924, il est promu au grade de Major (commandant) et, en 1926, il devient directeur des opérations à l'état-major de la Wehrkreis VII à Munich . En février 1929, il est promu au grade de Oberstleutnant (lieutenant-colonel) et, de 1929 jusqu'à la fin de 1931, il travaille au service de la formation de la Reichswehr. En décembre 1931, il est promu Oberst (colonel) et devient chef de l'état-major de la Wehrkreis Kdo VI à Münster (Westphalie) jusqu'au début de 1934.
En octobre 1934, il est promu Generalmajor et prend le commandement de la 7e division d'infanterie à Munich.
Reconnu comme un excellent planificateur et officier d'état-major, il est promu Generalleutnant en août 1936.  Il devient alors directeur des manœuvres. Peu de temps après, il devient directeur du service de la formation (Oberquartiermeister) à l'état-major de l'Armée à Berlin. Il occupe cette fonction d’octobre 1937 à février 1938. Pendant cette période, il ordonne[précision nécessaire] d'importantes manœuvres d'entraînement, les plus importantes depuis la réintroduction de la conscription en 1935.
Le 1er février 1938, il est promu General der Artillerie. Le 4 février 1938, à la suite de l'affaire Blomberg-Fritsch, des modifications sont apportées à l'état-major de la Wehrmacht. Halder remplace Erich von Manstein au poste d'Oberquartiermeister I : chef de la section logistique à l'état-major  général de la Heer ; ceci fait de lui le numéro deux de cet état-major. Parmi les hypothèses envisagées pour expliquer l'éviction de Manstein par Halder, le major Nicolaus von Below, proche de Hitler, avance que le supérieur de Manstein, Ludwig Beck, voulait se débarrasser d'un subordonné qu'il trouvait trop belliqueux, et qu'il espérait que Halder partagerait mieux ses points de vue à ce sujet.
Lorsque Wilhelm Keitel cherche à réorganiser le haut commandement de l'Armée de terre allemande (Heer), Keitel offre à Halder ce poste sous les ordres de Walter von Reichenau. Halder décline l'offre, sentant qu'il ne pourra s'entendre avec Reichenau à cause d'un conflit de personnalité. Alors que Keitel reconnaît la supériorité du talent de planificateur militaire de Halder, il rencontre Hitler et l'entraîne à nommer Walther von Brauchitsch commandant en chef de l'Armée de terre allemande[réf. nécessaire]. Lors de la crise des Sudètes, Halder accepte le poste de Generalstabschef des Heeres — équivalent de « chef d’état-major adjoint de l'Armée de terre » en français — en succédant le 1er septembre 1938 à Ludwig Beck, démissionnaire depuis le 18 août.
Une semaine plus tard, Halder présente les plans d'invasion de la Tchécoslovaquie à Hitler, qui impliquent un mouvement en tenaille du général Gerd von Rundstedt et du général Wilhelm von Leeb. Hitler exige plutôt que ce soit Reichenau qui dirige l'attaque principale sur Prague. Ses plans ne sont plus nécessaires lorsque le Premier ministre britannique Neville Chamberlain brandit les accords de Munich à son retour à Londres, lesquels valident la cession de la région des Sudètes à l'Allemagne. Peu avant que Chamberlain eût accédé aux demandes d'Hitler, Halder avait étudié avec plusieurs généraux l'idée de renverser Hitler, dans le but d'éviter le déclenchement d’un conflit. Le complot s'éteint de lui-même à la suite de l'attitude des Britanniques et des Français qui cèdent à Hitler le 29 septembre 1938. Deux jours plus tard, le 1er octobre, les troupes allemandes entrent en territoire sudète.

## Seconde Guerre mondiale

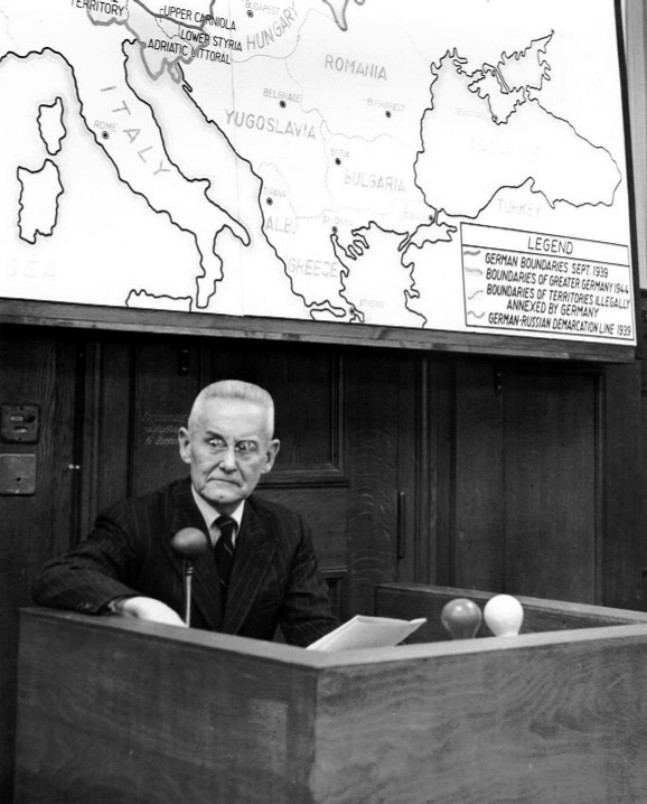
Franz Halder au procès de Nuremberg.

Au printemps 1939, Halder participe à la préparation des plans d'invasion de la Pologne. Halder déclare qu'il croit que les soldats polonais sont stupides et que la guerre peut être gagnée en deux à trois semaines.
Le 1er septembre 1939, l'Allemagne envahit la Pologne, déclenchant ainsi la Seconde Guerre mondiale. Le 10 septembre, Halder note dans son journal qu'il a reçu l'information du chef du SD Reinhard Heydrich que les SS allaient lancer la campagne de « nettoyage » des Juifs et de l'intelligentsia en Pologne. Cette note fera dire aux historiens que Halder était au courant du massacre des Juifs bien plus tôt qu'il ne l'admit après la guerre, et qu'il ne s'était pas élevé contre ce massacre. Halder avait noté dans son journal ses doutes « quant aux mesures prises par Himmler ».
En novembre 1939, Halder tente de conspirer avec Brauchitsch, lui donnant son soutien s'il essaie d'écourter les plans de Hitler visant à étendre le conflit, mais Brauchitsch décline l'offre. Tandis que Halder s'oppose aux plans de Hitler, il juge qu'ayant personnellement prêté serment de loyauté envers Hitler, il ne peut appuyer activement ceux qui veulent le renverser.
À la fin de 1939, Halder supervise la préparation des plans d'invasion de la France, des Pays-Bas et des Balkans. Initialement, Halder doute que l'Allemagne soit en mesure d'envahir la France. Il obéit cependant à Hitler qui lui ordonne de suivre les consignes du général Erich von Manstein qui prévoient une invasion en passant par le massif ardennais : ce plan conduit effectivement à la défaite de la France en moins d’un mois et demi. Le 19 juillet 1940, Halder est promu Generaloberst. En août, bien qu'il réprouve cette offensive, il travaille à la préparation des plans d'invasion de la Russie. Il est alors persuadé de pouvoir liquider l'Armée rouge en trois mois. Peu de temps après, Hitler limite l'implication de Halder dans la conduite de la guerre en le restreignant à la préparation des plans de bataille du front de l'Est, afin de réduire son pouvoir de commandement militaire.
Halder apparaît néanmoins en couverture de l'édition du 29 juin 1942 du magazine américain Time.
Pendant l'été 1942, Halder dit à Hitler qu'il sous-estime le nombre d'unités militaires russes. Hitler prétend au contraire que l'armée russe est pratiquement à bout. En outre, il n'apprécie guère l'opposition de Halder à sa décision d'envoyer la 11e armée du général von Manstein appuyer l'attaque contre Leningrad, ni ses critiques de mauvaise préparation concernant l'attaque allemande dans le Caucase. Finalement, à la suite de ces désaccords successifs avec Halder, Hitler décide de le mettre à la retraite le 24 septembre 1942 : il estime notamment que Halder ne dispose plus de l'agressivité nécessaire. Halder est remplacé à son poste par le général Kurt Zeitzler.
Le 20 juillet 1944, un groupe d'officiers allemands conduit par le colonel von Stauffenberg tente d'assassiner Hitler en déposant une bombe dans son Quartier général de Prusse-Orientale. Halder est arrêté par la Gestapo trois jours plus tard, même s'il n'est pas impliqué, mais des interrogatoires poussés de comploteurs avérés ont mis en évidence que Halder a pu être favorable à des conspirations antérieures. Halder est envoyé au camp de concentration de Flossenbürg puis à celui de Dachau. Le 31 janvier 1945, Halder est officiellement renvoyé de l'armée. Le 24 avril 1945, à la suite d'un transfert dans le Tyrol autrichien, il est libéré de ses gardes SS par la Wehrmacht. Le 4 mai 1945, il se rend aux troupes américaines. Il passe les deux années suivantes dans un camp de prisonniers de guerre.

## Après la Seconde Guerre mondiale
Fait prisonnier par les Américains à la fin de la guerre, Halder, comme de nombreux autres généraux de la Wehrmacht, travaille pour le compte de l’Historical Division de l’US Army et assure la direction d’un projet consistant à écrire l’histoire militaire de la Seconde Guerre mondiale. Ceci permet aux officiers impliqués, dont un seul avait une formation d’historien, de dissocier la Wehrmacht de la Waffen-SS, de faire valoir que la Wehrmacht était opposée à Hitler et de tenter de fonder le mythe d'une « Wehrmacht aux mains propres ». Il exerce ainsi une influence considérable sur la façon dont est perçue l’image de la Wehrmacht non seulement en Allemagne mais également du côté occidental, y compris auprès d’historiens éminents comme Liddell Hart, et qui persistera jusqu’à la fin du XXe siècle, au point que l’historien militaire Bernd Wegner pouvait écrire en 1995 : « L’historiographie (ouest-)allemande sur la Seconde Guerre mondiale, et tout particulièrement sur la guerre germano-soviétique, pourrait avoir été pendant plus de deux décennies et même en partie jusqu’à nos jours, dans une bien plus forte mesure que nous n’en sommes généralement conscients, une historiographie des vaincus ».
Dans les années 1950, Halder travaille en tant que conseiller pour la reconstitution de l'armée de l'Allemagne de l'Ouest, la Bundeswehr. 
Pour ses services, il reçoit en 1961 la seconde plus haute distinction civile américaine (Meritorious Civilian Service Award), la médaille du mérite pour service civil (rendu à la nation) (en).
Il meurt le 2 avril 1972 à Aschau im Chiemgau, en Bavière.

## Publications
Halder est l'auteur de Hitler als Feldherr (1949) et Kriegstagebuch (Journal de guerre 1962-64). Le journal de Halder, ainsi que d'autres documents et manuscrits confidentiels, ont été utilisés par l'historien américain William Shirer comme principale source de son œuvre monumentale The Rise and Fall of the Third Reich.